# Ивайло Василев (футболист, р. 1991)
Ивайло Ангелов Василев (роден на 15 януари 1991 г.) е бивш български професионален футболист, играещ като вратар. От 2023г. е треньор на вратарите в школата на Левски (София)